# Kriegerdenkmal Granschütz

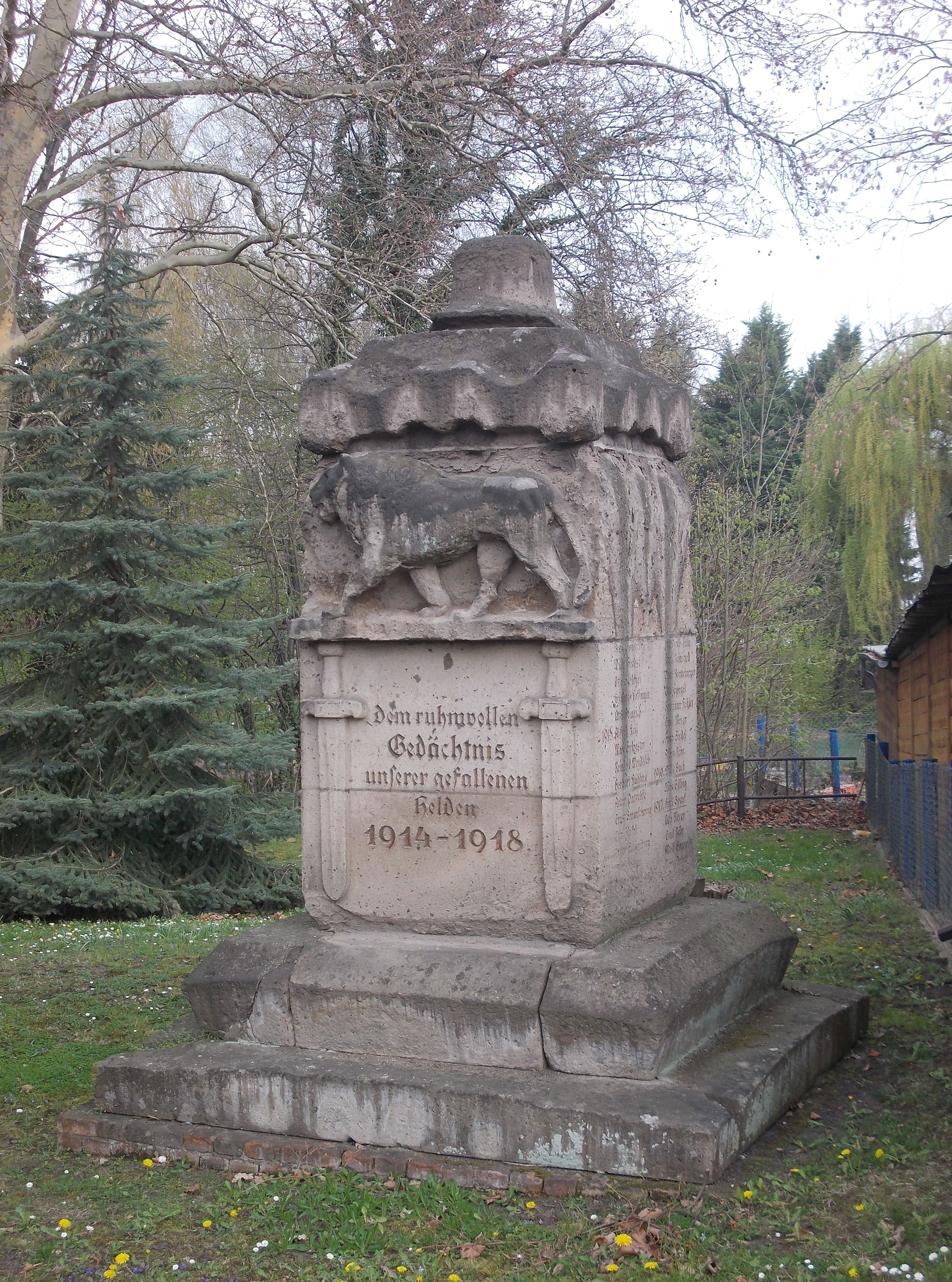
Kriegerdenkmal in Granschütz

Das Kriegerdenkmal Granschütz ist ein denkmalgeschütztes Kriegerdenkmal im Ortsteil Granschütz der Gemeinde Hohenmölsen in Sachsen-Anhalt. Im örtlichen Denkmalverzeichnis ist der Gedenkstein unter der Erfassungsnummer 094 85093 als Baudenkmal verzeichnet.
Das Kriegerdenkmal wurde für die Gefallenen des Ersten Weltkriegs errichtet. Es handelt sich um eine Stele, die von einem Stahlhelm gekrönt ist. Darunter befindet sich ein schreitender Löwe und die Inschrift Dem ruhmvollen Gedächtnis unserer gefallenen Helden 1914 - 1918. Die Inschrift wird an den Seiten von zwei nach unten gerichteten Schwertern begrenzt. Die Inschrift auf der Rückseite ist nur noch teilweise erhalten, da ein Teil gewaltsam entfernt wurde. Sie lautet (Teil entfernt) Und diese Tat habt Ihr mit Eurem Tod besiegelt. Auf den Seiten der Stele sind die Namen der Gefallenen eingetragen, manche aber aufgrund der Verwitterung sind nicht mehr lesbar.

## Quelle
- Kriegerdenkmal Granschütz, abgerufen am 6. September 2017.